# Jim Moody

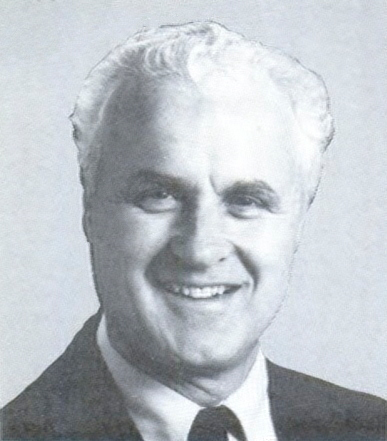
Jim Moody (1989)

James Powers „Jim“ Moody (* 2. September 1935 in Richlands, Tazewell County, Virginia; † 22. März 2019 in Bethesda, Maryland) war ein US-amerikanischer Politiker. Zwischen 1983 und 1993 vertrat er den Bundesstaat Wisconsin im US-Repräsentantenhaus.

## Werdegang
Jim Moody besuchte bis 1953 die Anglo American High School in der griechischen Hauptstadt Athen und danach bis 1957 das Haverford College in Haverford (Pennsylvania). Später studierte er noch bis 1967 an der Harvard University und dann bis 1973 an der University of California in Berkeley. Zwischenzeitlich unterbrach er seine Studienzeit, um zwischen 1958 und 1965 im Auftrag von CARE International sowie später für das Friedenscorps in Jugoslawien, dem Iran und Pakistan zu arbeiten. Zwischen 1967 und 1969 war er für die Bundesregierung im Wirtschaftsbereich tätig. In den Jahren 1973 bis 1976 lehrte er das Fach Wirtschaft an der University of Wisconsin in Milwaukee.
Politisch schloss sich Moody der Demokratischen Partei an. Von 1977 bis 1978 war er Abgeordneter in der Wisconsin State Assembly; zwischen 1979 und 1982 gehörte er dem Staatssenat an. Bei den Kongresswahlen des Jahres 1982 wurde er im fünften Wahlbezirk von Wisconsin in das US-Repräsentantenhaus in Washington, D.C. gewählt, wo er am 3. Januar 1983 die Nachfolge von Henry S. Reuss antrat. Nach vier Wiederwahlen konnte er bis zum 3. Januar 1993 fünf Legislaturperioden im Kongress absolvieren.
Im Jahr 1992 verzichtete Moody auf eine erneute Kandidatur für das US-Repräsentantenhaus. Stattdessen strebte er die Nominierung seiner Partei für die Wahlen zum US-Senat an, die jedoch an Russ Feingold ging. Schon 1988 hatte er eine Senatskandidatur erwogen, dann aber kurz vor Ende der Bewerbungsfrist zugunsten von Herb Kohl verzichtet. Zwischen 1995 und 1998 war Moody Vizepräsident des International Fund for Agricultural Development. Von 1998 bis zum Jahr 2000 leitete er die Association of International Development and Relief Organization. Seit 2000 lehrte er als Dozent an der University of Maryland. Moody war auch der Gründer des nationalen Sicherheitsarchivs.